# Chênes européens avec une circonférence du tronc supérieure à dix mètres

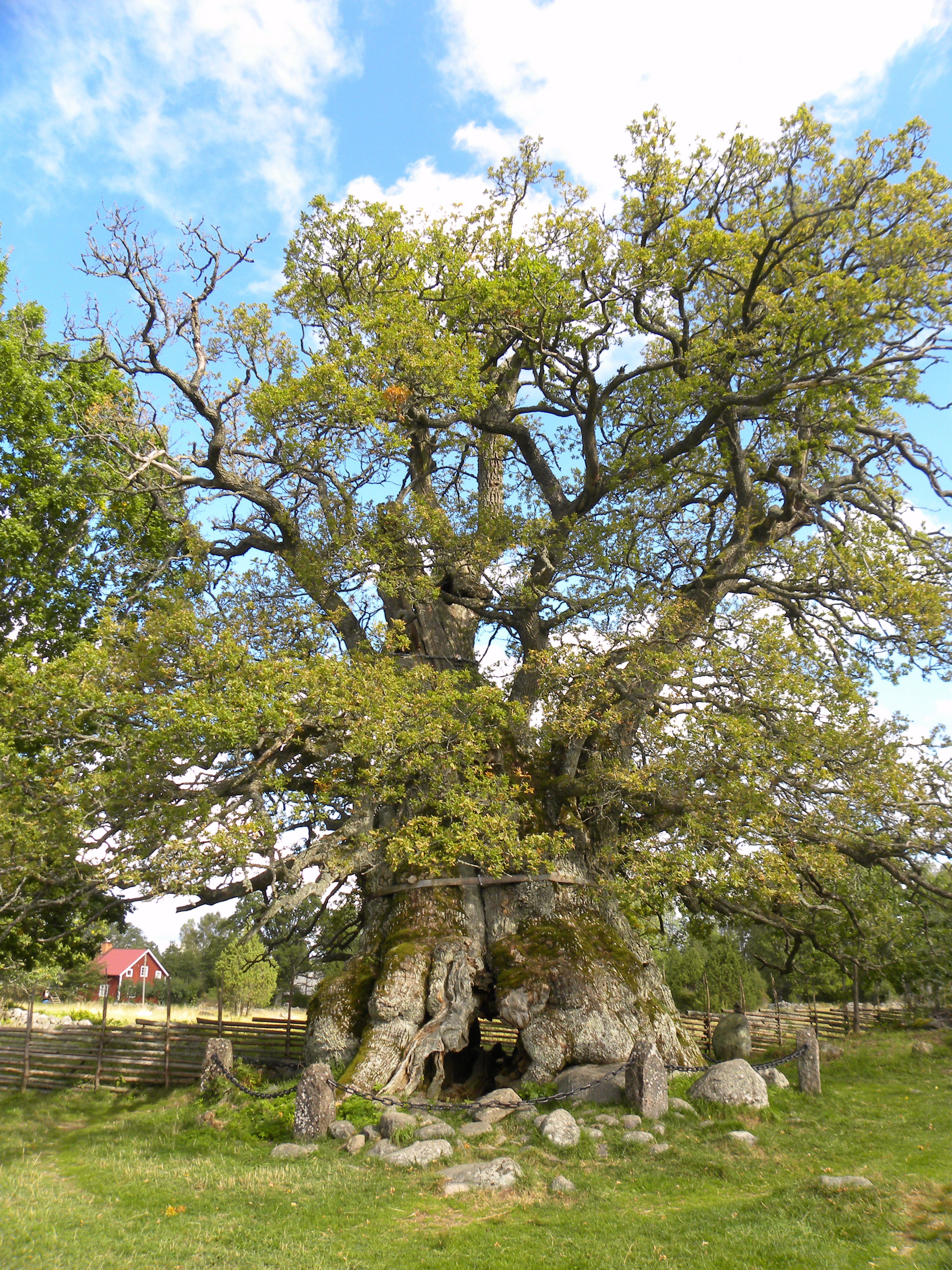
Chêne de Rumskulla, Suède

L'expression faisant référence aux chênes européens dont la circonférence du tronc dépasse les dix mètres désigne l'ensemble des chênes d'Europe ayant été identifiés dont le diamètre à hauteur de poitrine dépasse les 10 mètres. Le forestier néerlandais Jeroen Pater a, entre 1999 et 2007, recensé tous les chênes correspondant à cette description en prenant la mesure du tronc à 1,3 mètre de hauteur (lorsque le terrain en pente, cette hauteur était mesurée depuis la face supérieure du tronc). Son registre décrit 29 chênes d'Europe avec le lieu, le pays, la portée, l'âge estimé et une description de l'arbre.
Le Royaume-Uni compte le plus de chênes dont la circonférence dépasse les dix mètres, suivi par l'Allemagne qui en compte cinq puis le Danemark et la Suède avec chacun trois. Le chêne européen au tronc le plus grand, le chêne de Rumskulla, se trouve en Suède. Il mesure 14,75 mètres de circonférence. Certains pays européens n'ont pas chênes atteignant cette taille. Par exemple, le plus gros chêne de Lituanie a une circonférence de 9,35 mètres, en Suisse de 8,90 mètres, en Estonie de 8,25 mètres et aux Pays-Bas et en Autriche de 7,97 et 7,25 mètres respectivement. Le Kongeegen au Danemark serait le chêne le plus âgé en Europe avec un âge estimé à environ 1 400 à 2 000 ans,.

## Classement
| Rang | Circonférence (Année) | Nom                            | Lieu                                                             | Pays | Âge (Année) | Hauteur (m) | Type            | Remarque | Image |
| ---- | --------------------- | ------------------------------ | ---------------------------------------------------------------- | ---- | ----------- | ----------- | --------------- | --- | ----- |
| 1    | 14,75 m (2006)        | Chêne de Rumskulla             | Norra Kvill (57° 44′ 05″ N, 15° 37′ 44″ O)                       | SWE  | 900–1 000   | 15          | Chêne pédonculé | Le tronc de l'arbre est à moitié mort. Cette partie est fixée par des cordes au tronc restant. En 1999, un grand festival Viking a eu lieu sous le chêne car il daterait prétendument de l'ère viking.                                        |       |
| 2    | 14,26 m (2006)        | Marton Oak                     | Marton                                                           | GBR  | 1 000–1 200 | –           | Chêne sessile   | Le tronc du chêne est très fragmenté et se compose de plusieurs parties distinctes. Le chêne est répertorié comme le plus épais chêne du pays depuis plusieurs années.                                                                        |       |
| 3    | 13,38 m (2006)        | Pontfadog Oak                  | Pontfadog                                                        | GBR  | 700–1 000   | 11          | Chêne sessile   | Le chêne aurait commencé à pousser à l'époque romaine, vers l'an 387. En 1963, il était considéré comme le chêne épais en Europe jusqu'à ce que le temps casse une branche et certaines parties du tronc.                                     |       |
| 4    | 13,16 m (2006)        | Chêne de Manthorpe             | Manthorpe                                                        | GBR  | 500–600     | 12          | Chêne pédonculé | En 1768, des bancs ont été installés dans le tronc creux du chêne. L'accès est muni d'une porte. La porte est encore visible sur les photos datant de 1900.                                                                                   |       |
| 5    | 12,91 m (2006)        | Queen Elizabeth Oak            | Midhurst                                                         | GBR  | 600–700     | 9           | Chêne sessile   | Le chêne est nommé d'après la reine Élisabeth Ire, qui aurait vu le chêne en 1591 après avoir tué un cerf à l'arc. |       |
| 6    | 12,79 m (2006)        | Lydham Manor Oak               | Lydham (52° 30′ 08,6″ N, 2° 58′ 37,6″ O)                         | GBR  | 300–325     | 18          | Chêne pédonculé | Ce chêne a un tronc court et épais. L'augmentation annuelle de circonférence d'environ quatre centimètres est importante pour un tel chêne.                                                                                                   |       |
| 7    | 12,34 m (2006)        | Majesty                        | Nonington                                                        | GBR  | 450–500     | 19          | Chêne pédonculé | Il est le chêne le plus épais du Royaume-Uni. Il s'agit d'un chêne dont le tronc est entier. La circonférence à 30 centimètres au-dessus du sol est de 16,75 mètres.                                                                          |       |
| 8    | 12,21 m (2004)        | Femeiche                       | Erle (54° 44′ 43,7″ N, 6° 51′ 43,37″ O)                          | GER  | 800–1 000   | 11          | Chêne pédonculé | Un tribunal fantoche s'est tenu en 1589 sous le chêne. La tronc se compose de seulement deux fines parties, les branches sont retenus par des piquets de bois.                                                                                |       |
| 9    | 11,67 m (2006)        | Jack of Kent´s Oak             | Kenturch                                                         | GBR  | 600–700     | 10          | Chêne pédonculé | Le chêne est nommé d'après Jack of Kent qui vivait vers 1400 et était une sorte de Robin des Bois dans la région. Des poèmes sont inscrits sur la partie supérieure de son tronc.                                                             |       |
| 10   | 11,35 m (2003)        | Chêne d'Ivenack                | Ivenack (53° 42′ 57,46″ N, 12° 57′ 05,35″ O)                     | GER  | 700–800     | 35          | Chêne pédonculé | Avec 180 mètres cubes, il s'agit du chêne le plus volumineux d'Europe. |       |
| 11   | 10,80 m (2007)        | Brureika (Brauteiche)          | Utne (60° 25′ 22″ N, 6° 32′ 34″ O)                               | NOR  | 900–1000    | –           | Chêne pédonculé | Le chêne a été élu Mitt Tre (mon Arbre) en 2007 pour la deuxième fois après 1990. Il s'agit d'une compétition pour le plus grand arbre en Norvège.                                                                                            |       |
| 12   | 10,74 m (2006)        | Ekebyhovseken                  | Ekerö                                                            | SWE  | 500–550     | 15          | Chêne pédonculé | Jusque dans les années 1970, il était considéré comme le plus beau chêne de Suède. Plusieurs violentes tempêtes ont endommagée son feuillage.                                                                                                 |       |
| 12   | 10,74 m (2006)        | Oakleigh Oak                   | Abbaye de Mottisfont                                             | GBR  | 500–550     | 13          | Chêne pédonculé | Auparavant, il aurait pu accueillir jusqu'à 20 personnes dans le tronc creux. Aujourd'hui, il est de nouveau complètement fermée. Les images de 1900 montrent encore la cavité.                                                               |       |
| 14   | 10,69 m (2006)        | Shobdon Oak                    | Shobdon                                                          | GBR  | 300–325     | 23          | Chêne sessile   | En octobre 2002, l'arbre a été coupé pendant une tempête à six mètres de hauteur. Jusque-là, il était considéré comme l'un des plus beaux chênes du pays.                                                                                     |       |
| 15   | 10,68 m (2006)        | Ulvedalsegen (Wolftaleiche)    | Jægerspris Dyrehave (55° 46′ 50,281591″ N, 12° 33′ 46,328015″ O) | DEN  | 450–500     | 17          | Chêne pédonculé | De 1910 au 1949, un théâtre en plein air était effectué dans le chêne d'un parc, où il faisait partie du paysage. Le tronc est creux et divisé en deux parties.                                                                               |       |
| 16   | 10,62 m (2006)        | Major Oak                      | Forêt de Sherwood (53° 12′ 16,69″ N, 1° 04′ 20,76″ O)            | GBR  | 500–700     | 15          | Chêne pédonculé | Major Oak aurait été, au XIIIe siècle, le repaire de Robin des Bois et ses disciples. Chaque année, lors du Festival de Robin des Bois (avec plus de 70 000 visiteurs), le chêne est célébré.                                                 |       |
| 17   | 10,50 m (2001)        | Chêne de Tordenskjold          | Horten                                                           | NOR  | 500–700     | 12          | Chêne pédonculé | Il est nommé d'après un héros naval norvégien Peter Wessel Tordenskjold mort en 1720. Le tronc est complètement creux et se compose de deux parties.                                                                                          |       |
| 18   | 10,45 m (2006)        | Skovfogedegen (Waldhütereiche) | Jægerspris Dyrehave (55° 46′ 44,820112″ N, 12° 35′ 22,151273″ O) | DEN  | 450–500     | 14          | Chêne pédonculé | Au début du XIXe siècle, un garde-chasse catholique a prêché sous le chêne. |       |
| 19   | 10,41 m (2003)        | Chêne de Liernu                | Liernu (50° 35′ 02,88″ N, 4° 49′ 39,63″ O)                       | BEL  | 600–700     | 17          | Chêne pédonculé | L'arbre devait être coupé XIXe siècle. Un vieux prêtre aurait vu une image de Saint-Antoine dans le tronc creux ce qui a empêché d'abattre l'arbre.                                                                                           |       |
| 20   | 10,40 m (2002)        | Chêne de Saint-Vincent-de-Paul | Saint-Vincent-de-Paul                                            | FRA  | 700–800     | 13          | Chêne pédonculé | Le chêne est nommé d'après Vincent de Paul, qui est né en 1581 dans une maison à côté du chêne. Il est devenu prêtre et a fondé plusieurs sociétés religieuses. En plus du chêne, une auberge fr pèlerin et une chapelle ont été construites. |       |
| 21   | 10,38 m (2006)        | Kongeegen (Königseiche)        | Jægerspris (55° 54′ 36,865616″ N, 11° 59′ 21,199808″ O)          | DEN  | 1 400–2 000 | 14          | Chêne pédonculé | En 1955, le chêne avait une circonférence de 13,90 mètres. Une branche principale s'est casée en 1973 et une partie du tronc fut séparée. Aujourd'hui, la racine ne se compose que de résidus.                                                |       |
| 22   | 10,18 m (2001)        | Kaives ozols (Chêne de Kaive)  | Kaive                                                            | LAT  | 450–500     | 18          | Chêne pédonculé | Selon une légende, un coffre d'or est enterré sous le chêne et beaucoup l'ont cherché en vain. En 1972, le chêne a commencé à mourir avec la perte de plusieurs branches principales.                                                         |       |
| 23   | 10,15 m (2001)        | Grabeiche                      | Nöbdenitz (50° 52′ 26″ N, 12° 16′ 54″ O)                         | GER  | 700–800     | 13          | Chêne pédonculé | Dans une cavité du tronc, le baron von Thümmel fut enterré en 1824. Il avait choisi l'arbre comme lieu de sépulture. En 1959, des études ont permis de retrouver la tombe et des restes humaines, mais elle a été déplacée.                   |       |
| 23   | 10,15 m (2001)        | Dicke Eiche                    | Krügersdorf                                                      | GER  | 550–600     | 22          | Chêne pédonculé | Le chêne présente des signes forts de l'âge avec plusieurs branches importantes cassées dans sa partie supérieure. À proximité se trouve un autre chêne en bouquet d'environ neuf mètres de circonférence.                                    |       |
| 25   | 10,13 m (2006)        | Olof-Palmes-Ek                 | Ekerö                                                            | SWE  | 450–500     | 19          | Chêne pédonculé | Le chêne est nommé d'après le Premier ministre suédois Olof Palme, assassiné en 1986. En 2005, une grosse branche a éclaté sous son propre poids.                                                                                             |       |
| 26   | 10,10 m (2009)        | Chrobry-Eiche                  | Szprotawa (Sprottau) (51° 31′ 21″ N, 15° 42′ 34″ O)              | POL  | 550         | 25          | Chêne pédonculé | Le chêne a été nommé en l'honneur de Boleslas Ier, le premier roi de Pologne, mort en 1025. Il était également appelé Chrobry le Brave. Le tronc est lisse et très haut.                                                                      |       |
| 27   | 10,04 m (1999)        | Dicke Eiche                    | Berteroda (51° 01′ 37,36″ N, 10° 21′ 20,5″ O)                    | GER  | 450–500     | 15          | Chêne pédonculé | Le tronc creux du chêne a été recouvert de briques en 1912. Une fête de village s'est déroulé sous le chêne il y a des années, le lendemain une grosse branche éclata et tomba sur une foire.                                                 |       |
| 28   | 10,02 m (1999)        | Chêne de Žižka                 | Náměstí nad Oslavou                                              | CZE  | 600–700     | 19          | Chêne pédonculé | Il est nommé d'après Jan Žižka, un général tchèque du XVe siècle. Lors de la bataille des Hussites en 1423, il se serait reposé sous le chêne.                                                                                                |       |
| 29   | 10,00 m (2002)        | Chêne de Belén                 | Ruente                                                           | ESP  | 600–700     | 16          | Chêne pédonculé | Le chêne a une forme inhabituelle. La souche d'où se détachent quelques branches relativement minces est complètement creuse et a une forme sphérique. Dans le voisinage, un autre chêne fait environ neuf mètres de circonférence.           |       |

## Sources
- (de) Cet article est partiellement ou en totalité issu de l’article de Wikipédia en allemand intitulé « Liste der Eichen Europas mit einem Stammumfang ab zehn Metern » (voir la liste des auteurs).